# Castillo de Lojuela
El castillo de Lojuela es una pequeña fortaleza de época musulmana situado sobre un cerro, en la margen izquierda del río Dúrcal, a unos 500 m de la localidad de Murchas, en el municipio de Lecrín, provincia de Granada,  comunidad autónoma de Andalucía, España. 

## Descripción
Se organiza en dos espacios diferenciados, con un recinto amurallado de planta poligonal, al que se accede por la vaguada situada al oeste. En el interior del recinto se aprecia una torre de gran tamaño, situada en la parte más elevada del cerro, con mampostería enlucida en su zona baja situada al este y refuerzo de sillería en la esquina. El resto de la torre es de tapial en cajones de encofrado de 76 cm. La torre tiene actualmente 9,85 x 7,85 metros.
Los lienzos de muralla subsistentes están construidos directamente sobre la roca, con forma escalonada. El mayor de los que se conservan, el de orientación norte, tiene 44 metros y está cubierto, en su coronación, por grandes piedras planas. En el exterior del recinto, se han encontrado numerosas maderas que se consideran restos de los encofrados originales. Los muros son de tapial terroso, con restos de cerámica prehistórica y romana.
Además de los restos defensivos, hay varios habitáculos que, posiblemente, sirvieron como refugio para personas y ganado en épocas de conflicto.

## Datación
Los arqueólogos han datado el castillo en época musulmana temprana, aunque ha sido puesto en duda (Malpica Cuello, por ejemplo). Su construcción se realizó, posiblemente, sobre un yacimiento romano y un asentamiento prehistórico, que quedaron destruidos.